# 沈爱其
沈爱其（1941年—2019年12月26日），湖北省孝感市人，中国国画画家，喜画大幅山水，完全按个人喜好放笔挥洒，尽情泼墨，画得畅气、神幻，在笔墨中畅游天地。字则喜狂草，最爱“放笔苍天高，泼墨午战袍，塑塑大风吹，呼唤云水浇”。

## 外部連結
- 湖北国画家沈爱其:希望画到150岁 （页面存档备份，存于）